# Стеркулиевые
Стерку́лиевые (лат. Sterculioideae) — подсемейство двудольных, преимущественно тропических растений, входит в семейство Мальвовые. Ранее рассматривалось как самостоятельное семейство Sterculiaceae Vent.

## Ботаническое описание
Деревья и кустарники, реже травы. Цветки обычно правильные, большей частью обоеполые, в сложных соцветиях. Чашелистиков 5 или (реже) 3, сросшихся у основания. Лепестков 5; нередко они редуцированы или отсутствуют. Тычинки в 2 круга (во внешнем — часто превращены в стаминодии или совсем не развиваются): нити тычинок — сросшиеся в трубочку. У многих стеркулиевых тычинки и пестик возвышаются над околоцветником (на андрогинофоре). Гинецей большей частью из 5 плодолистиков.
Формула цветка: {\displaystyle \ast K_{(5)}\;C_{5}\;A_{5-\infty }\;G_{({\underline {5}})}}

Плоды разнообразные, часто распадающиеся на отдельные плодики.

## Хозяйственное значение и применение
Практическое значение имеют виды родов кола (Cola) и стеркулия (Sterculia).

## Таксономия
Подсемейство Стеркулиевые включает 12 родов:
- Acropogon Schltr.
- Brachychiton Schott & Endl. — Брахихитон
- Cola Schott & Endl. — Кола
- Firmiana Marsili — Фирмиана
- Franciscodendron B.Hyland & Steenis
- Heritiera Aiton — Эритьера
- Hildegardia Schott & Endl.
- Octolobus Welw.
- Pterocymbium R.Br.
- Pterygota Schott & Endl.
- Scaphium Schott & Endl.
- Sterculia L. — Стеркулия

Род Теоброма (Theobroma), в который входит и вид какао (Theobroma cacao), ранее также относили к стеркулиевым, но сейчас этот род входит в подсемейство Byttnerioideae.